# Гохил, Динита
Динита Гохил (англ. Dinita Gohil) — британская актриса, наиболее известна по роли Аманды в сатирическом фильме «Жадность» (2019) и на сцене в роли Виолы в постановке Королевской шекспировской труппы «Двенадцатая ночь» (2017—2018).

## Ранние годы
Динита Гохил родилась в Ходж-Хилл, Бирмингем, Великобритания. Она получила образование в гимназии для девочек Саттон Колдфилд, а позже изучала испанский и французский языки в Лондонском университете Ройял Холлоуэй. Динита получила степень Магистра Искусств в Гилдхоллской школе музыки и театра, где три года изучала актёрское мастерство.

## Карьера
До начала актёрской карьеры Динита работала переводчиком. Девушка дебютировала в качестве актрисы в 1999 году в постапокалиптическом мини-сериале «Последний поезд» в роли Аниты Никсон. В 2017 году Динита сыграла роль Саджани в документальном научно-фантастическом телесериале National Geographic «Через миллион лет».
С 2017 по 2018 год девушка играла роль Виолы в постановке Королевской шекспировской труппы «Двенадцатая ночь», написанная Уильямом Шекспиром.
В 2019 году Динита сыграла главную роль в сатирическом фильме 2019 года «Жадность» в роли Аманды, личного помощника сэра Ричарда Маккриди (которого играет Стив Куган). В 2022 актриса сыграла роль Девы судьбы в сериале от Netflix «Песочный человек».

## Телевидение
| Год  | Название          | Роль           | Примечание                        |
| ---- | ----------------- | -------------- | --------------------------------- |
| 1999 | Последний поезд   | Анита Никсон   | 6 серий                           |
| 2014 | Врачи             | Пенни Гловер   | Эпизод: «Dorian Blue»             |
| 2016 | Вызовите акушерку | Джамила Шахджи | Эпизод: «Сезон 5, серия 4»        |
| 2016 | Свежая кровь      | Луиза Танстолл | Эпизод: «Дело 1, часть 3»         |
| 2016 | Our Girl          | Сайра Аббаси   | Эпизод: «Сезон 2, серия 5»        |
| 2017 | Через миллион лет | Саджани        | 5 серий                           |
| 2019 | Moving On         | Сара           | Эпизод: «Под любым другим именем» |
| 2019 | МатьОтецСын       | Медсестра Бет  | Эпизод: «Сезон 1, серия 2»        |
| 2019 | Clink             | Сами Гилани    | 3 серии                           |
| 2020 | Пиарщица          | Наринда        | Эпизод: «Danny & Deepak»          |
| 2022 | Our House         | Люси Воан      | 1 серия                           |
| 2022 | Песочный человек  | Дева судьбы    | Повторяющаяся роль                |

## Фильмография
| Год  | Название                 | Роль         | Примечание |
| ---- | ------------------------ | ------------ | ---------- |
| 2015 | Убей своих друзей        | Ведущая MTV  |            |
| 2016 | Афера под прикрытием     | Фархана Аван |            |
| 2017 | Снеговик                 | Линда        |            |
| 2017 | The Boy with the Topknot | Киран Чахал  | [ 26 ]     |
| 2019 | Жадность                 | Аманда       | [ 10 ]     |